# Jipapad

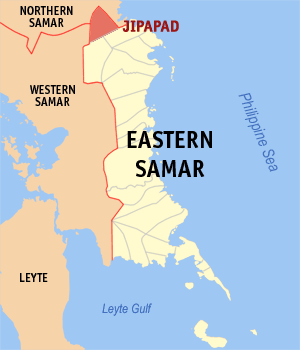
Bản đồ Đông Samar với vị trí của Jipapad

Jipapad là một đô thị hạng 5 ở tỉnh Đông Samar, Philippines. Theo điều tra dân số năm 2000 của Philipin, đô thị này có dân số 6.596 người trong 1.206 hộ.

## Các đơn vị hành chính
Jipapad được chia ra 13 barangay.
- Agsaman
- Cagmanaba
- Dorillo
- Jewaran
- Mabuhay
- Magsaysay
- Barangay 1
- Barangay 2
- Barangay 3
- Barangay 4
- Recare
- Roxas
- San Roque